# Jean Humbert (helléniste)
Pour les articles homonymes, voir Jean Humbert et Humbert.
Jean Humbert, né le 25 novembre 1901 à Paris XIVe et mort dans la même ville le 18 juin 1980, est un helléniste français.

## Biographie
Jean Humbert est le fils unique d'Albert Humbert, chef de service à la Caisse des dépôts et consignations, et de Jenny Tenaille de Vaulabelle.
Il se marie avec Suzanne Vendryes, fille de Joseph Vendryes, en 1934, ils eurent six enfants.
Il fait ses études au lycée Louis-le-Grand puis à l’École normale supérieure (1920). Il est agrégé de lettres (1925) puis docteur ès lettres.
Professeur au lycée d’Amiens (1929-1930), il devient maître de conférences à la Faculté de Lyon (1931-1934) puis professeur de philologie grecque à l’université de Lille (1934-1953), avec une parenthèse en 1942-1944, où il est inspecteur de l’académie de Paris. Enfin, il est élu à la Sorbonne, où il enseigne de 1953 à 1972.
Il fut membre du conseil d'administration et secrétaire général adjoint de l'Association Guillaume-Budé.
Il meurt le 18 juin 1980 à Paris.

## Décoration
- Officier de l'Instruction publique en 1955, en qualité de « professeur de la faculté des lettres de Paris »[1]

## Œuvres
Sa thèse principale porte sur La Disparition du datif en grec ; sa thèse complémentaire sur Polycrate, l'accusation de Socrate et le Gorgias. Toutes deux furent éditées en 1930.
Jean Humbert édita les Hymnes homériques (1936), Démosthène (Plaidoyers politiques II : Contre Midias, 1959). Il étudia particulièrement Socrate et les Petits Socratiques (1967).
Il écrivit pour les étudiants hellénistes une remarquable Syntaxe grecque toujours utilisée (Paris, Klincksieck, 1945 ; trois éditions et nombreux retirages), un Manuel pratique de grec ancien (1961) ainsi qu’une Histoire de la langue grecque (« Que sais-je ? » no 1483, 1972).

## Sources
1. ↑  « Bulletin officiel des décorations, médailles et récompenses n°15 du 16 juillet 1955 - Légifrance », sur www.legifrance.gouv.fr (consulté le 26 septembre 2024)

- Annuaire de l’Association amicale des anciens élèves de l'École normale supérieure, 1981, p. 59
- Fernand Robert, « Jean Humbert », Bulletin de l’Association Guillaume Budé, no 3, 1980, p. 241-242 [lire en ligne]
- Jean-François Condette, Une faculté dans l'histoire : la Faculté des lettres de Lille de 1887 à 1945, 1998, p. 285